# 사랑했나봐
《사랑했나봐》는 2012년 10월 15일부터 이듬해 5월 3일까지 방영된 문화방송 아침드라마이다.

## 등장 인물

### 주요 인물
- 박시은(한윤진) : 31세, (아역 아인)하임갤러리 판매사원, 장미의 생모, 예나의 양모
- 안재모(백재헌) : 33세, 하임갤러리 미래전략실장
- 김보경(최선정) : 31세, (아역 정지소)노호가구 경영기획실 대리, 예나의 친모, 현도의 내연녀, 윤진의 친구같은 존재
- 황동주(주현도) : 32세, 노호가구 본사 상무

### 윤진의 주변 인물
- 이효춘(진애영) : 윤진 어머니
- 이재우(한규진) : 윤진 동생
- 이혜은(이지숙) : 윤진 친구

### 현도의 주변 인물
- 김동현(주명철 회장) : 현도 아버지
- 박정수(안수미) : 현도 어머니
- 진예솔(주경은) : 현도 동생, 예나 고모
- 김나희(주예나) : 윤진 의붓딸, 선정 딸

### 재헌의 주변 인물
- 김영란(김명자)
- 최지원(백장미) : 윤진 딸

### 그 외 인물
- 박동빈(박도준)
- 최영, 김명국(사채업자)
- 정현남(노호그룹 회장 비서)
- 박혜진(박도준 모친)
- 최인숙(정은순)
- 최민(박 매니저)
- 이미도(김미진)
- 원종례(성북동 회장 채윤숙)
- 공재원(산부인과 의사)
- 박초은(하임갤러리 직원)

### 특별출연
- 진태현
- 손선근(최성준) : 최선정 아버지. 교통사고로 고인이 됨.
- 이주현
- 지승현(주명철 회장 자서전 MC)

## 연장
- 방영 분량이 125부작에서 19회 연장되어 144부작으로 변경 · 확정됨.